# Leathermouth
Leathermouth är ett post-hardcore-band från New Jersey, USA, som Rob Hughes (sologitarr), Ed Auletta (komp gitarr), James Dewees (trummor) och John McGuire (bas) har, tillsammans med bandets frontman, Frank Iero från My Chemical Romance. Leathermouth är sedan oktober 2008 signerat hos Epitaph Records. Deras debutalbum, XO, släpptes den 27 januari 2009. 
Iero hade under 2005 hört på några låtar från bandet och tyckte de var väldigt bra, och efter att bandet förlorade sin sångare efter att han skrivit ett flertal dåliga låttexter, blev Iero erbjuden att bli deras nya sångare. Han skriver låttexter som handlar om hur han ser på världen men också om sin personliga kamp med svår depression och ångest.
James Dewees spelade också keyboard för My Chemical Romance under deras turné för deras senaste album, Danger Days: The True Lives of the Fabulous Killjoys.
Frank själv säger att han inte är säker på om det kommer att bli något mer album, på grund av låten "I am going to kill the president of the United States of America" vilket gjorde regeringen arg. De förstod antagligen inte att han skrev låten då han såg folk protestera mot presidentvalet. Sanningen att säga röstade Frank ändå på Obama. Hur som helst tycker han, att om de får lov, att det skulle vara kul att göra ett nytt album.